# Совет директоров Банка России
Совет директоров Банка России — коллегиальный орган управления Центрального банка Российской Федерации.

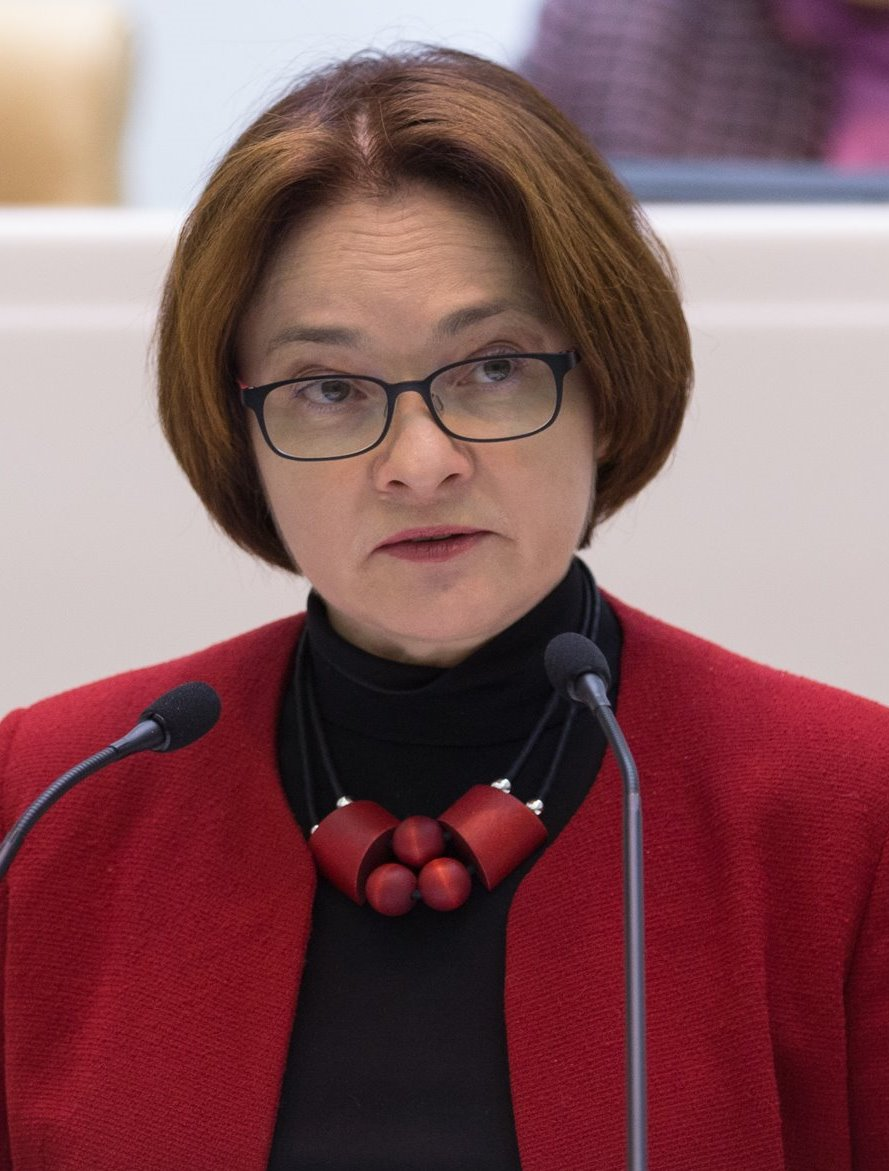
Эльвира Набиуллина, Председатель Совета директоров Банка России

## Совет директоров
В соответствии со статьёй 15 Федерального закона «О Центральном банке Российской Федерации (Банке России)» в совет директоров Банка России входят председатель Банка России и 14 членов совета директоров. Члены совета директоров работают на постоянной основе в Банке России и назначаются Государственной думой на должность сроком на пять лет по представлению председателя Банка России, согласованному с президентом Российской Федерации.

## Члены совета
По состоянию на май 2025 года членами Совета директоров Банка России являлись:
| Члены совета                    | Должность                                                                                               | Утверждён            |
| ------------------------------- | --- | -------------------- |
| Эльвира Сахипзадовна Набиуллина | Председатель Банка России                                                                               | 18 октября 2013 года |
| Дмитрий Владиславович Тулин     | Первый заместитель председателя Банка России                                                            | 16 июня 2015 года    |
| Владимир Викторович Чистюхин    | Первый заместитель председателя Банка России                                                            | 18 октября 2013 года |
| Филипп Георгиевич Габуния       | Заместитель председателя Банка России                                                                   | 21 апреля 2022 года  |
| Алексей Геннадьевич Гузнов      | Статс-секретарь — заместитель Председателя Банка России                                                 | 18 октября 2013 года |
| Алексей Борисович Заботкин      | Заместитель председателя Банка России                                                                   | 21 апреля 2022 года  |
| Ольга Васильевна Полякова       | Заместитель председателя Банка России                                                                   | 2 декабря 2016 года  |
| Михаил Валерьевич Мамута        | Руководитель Службы по защите прав потребителей и обеспечению доступности финансовых услуг Банка России | 18 октября 2013 года |
| Елизавета Олеговна Данилова     | Директор Департамента финансовой стабильности Банка России                                              | 12 октября 2023 года |
| Рустэм Хабибович Марданов       | Начальник Главного управления Банка России по Центральному федеральному округу                          | 12 октября 2023 года |
| Лариса Вальтеровна Павлова      | Начальник Волго-Вятского главного управления Банка России                                               | 12 октября 2023 года |
| Алексей Юрьевич Симановский     | Советник председателя Банка России                                                                      | 18 октября 2013 года |